# Principalía

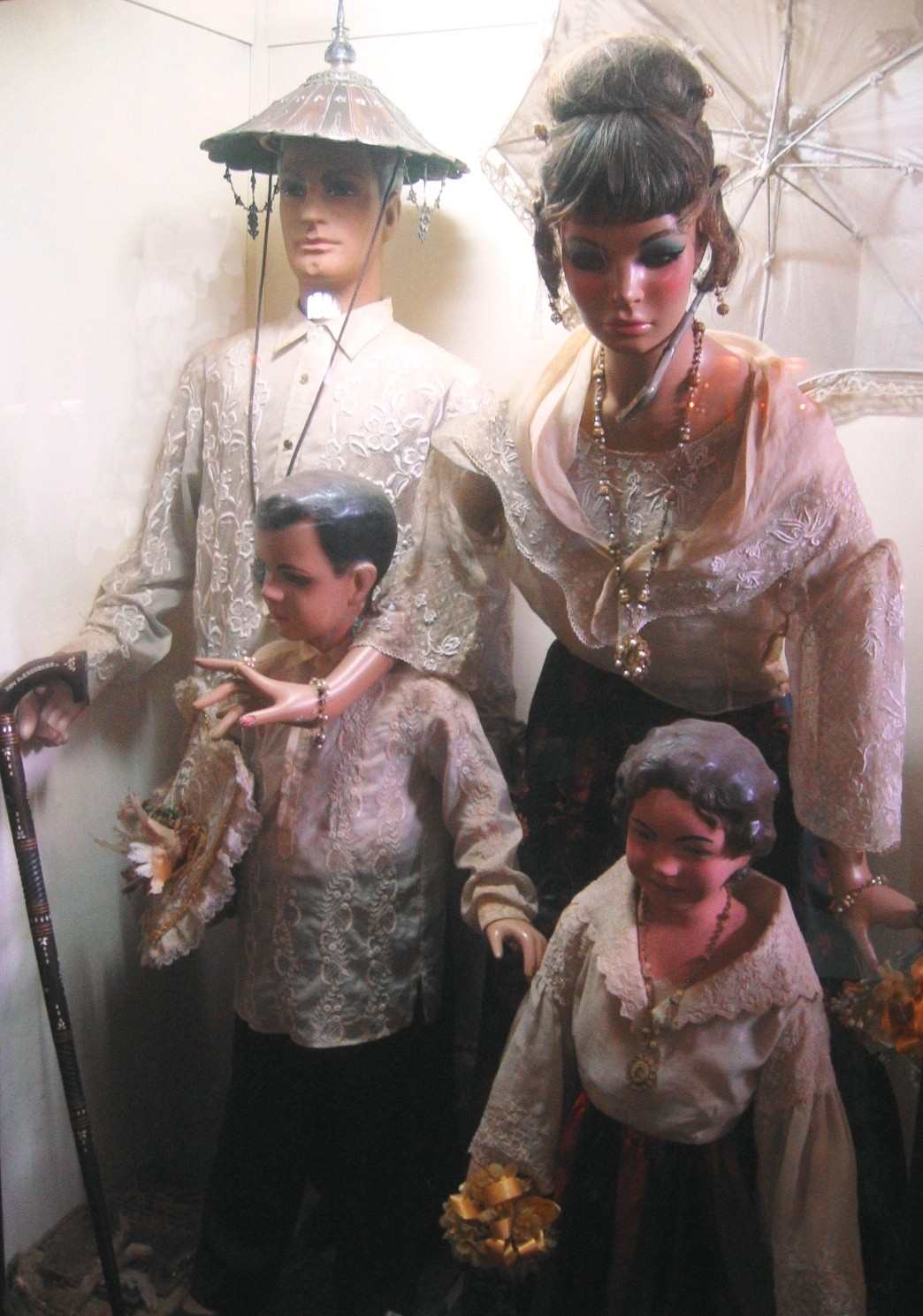
Familia de la Principalía,, Museo Villa Escudero en Ciudad de San Pablo.

La  Principalía fue durante el Imperio español en Asia y Oceanía (1520-1898)  la  clase  dominante. La formaban el Gobernadorcillo, con  funciones similares a la del alcalde, y los capitanes o  cabezas de barangay que gobernaban los barrios de Filipinas.
Este distinción se consideraba un derecho hereditario hasta la entrada en vigor del Real Decreto de 20 de diciembre de 1863, que permitía su adquisición.
Esta clase alta,  verdadera aristocracia y verdadera nobleza podría ser  comparable a la clase patricia de la antigua Roma, quedaba eximida del pago de tributos a la corona española.
Los miembros de la principalia tenían  su origen en la clase real y noble precolonial de los Datu de los reinos establecidos,  así como los señoríos de las unidades sociales más pequeñas como eran los barangays en las Visayas, Luzón y Mindanao.
Los miembros de esta clase disfrutaban de privilegios exclusivos como eran los de votar, ser elegido para un cargo público, recibían el tratamiento de  Don o Doña.
Estos privilegios  fueron reconocidos como compensación  a sus mayores responsabilidades sociales. El Gobernadorcillo recibía un salario nominal sin disponer de fondos del gobierno para los servicios públicos, teniendo que mantener además del gobierno de su municipio, el cuidado de la oficina de correos, de la cárcel, etc.